# Korallrankesläktet
Korallrankesläktet (Kennedia) är ett växtsläkte i familjen ärtväxter med 15 arter från Australien. Två arter odlas som krukväxter i Sverige.